# Parc national de Toubkal
Le parc national de Toubkal se situe à 70 km au sud de Marrakech, dans la partie centrale du Haut Atlas, entre les vallées du N'Fiss à l'ouest et celle de l'Ourika à l'est.
Le djebel Toubkal, aussi appelé le massif du Toubkal, est le point culminant du Haut Atlas avec 4 167 mètres d'altitude.
Cette montagne a donné son nom à un parc national de 38 000 ha en 1942 d'une exceptionnelle diversité, marqué par les peuplements de chêne vert et de thuya, en passant par des plantes herbacées et d'autres écosystèmes à chêne vert.
Plateaux et falaises alternent avec des gorges où s'écoulent des rivières aux eaux cristallines, qui vont assurer l'irrigation dans les vallées et les plaines du piémont. Les principales sont : le N'Fiss, l'Ourika, le Rherhaya ; et sur le flanc méridional : le Souss.
Les bois de chênes verts succèdent aux forêts de genévriers. Les mouflons peuplent ces paysages sauvages où vivent de nombreuses espèces de rapaces, comme l'aigle royal, l'aigle botté, l'aigle de Bonelli, le circaète jean le Blanc.

## Relief

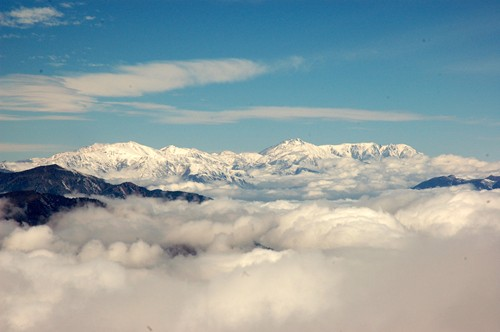
Le Toubkal (4167 m)

Le parc national du Toubkal fut créé par l’arrêté viziriel du 15 janvier 1942, à la suite de la tenue du 9e congrès (1937) de l’Institut des Hautes études marocaines portant sur la haute montagne.
Le parc national du Toubkal est situé à 75 km de la ville de Marrakech, il abrite les plus hauts sommets de l’Afrique du Nord (Toubkal, 4 167 m). Au niveau régional, ce parc est actuellement géré par le service de gestion et de programmation de la Direction régionale des Eaux et forêts du Haut Atlas en attendant d’être érigé en Service d’État Géré de Manière Autonome (S.E.G.M.A). Ce parc s’étend sur une superficie totale de 100 000 ha, dont 38 000 ha en zone centrale et 62 000 ha en zone périphérique.
Au cœur du Haut Atlas, et entre la vallée du N’fiss à l’ouest et la vallée de l’Ourika à l’est, se positionne le massif montagneux le plus élevé de l’Afrique du Nord. Le parc national du Toubkal présente un relief varié s’étageant de 1 200 à 4 167 m d’altitude avec des plateaux, des falaises, un lac, des gorges, des crêtes et des cours d’eau. Il est aussi caractérisé par une multiplicité de roches, de couleurs et de formes très variées donnant au paysage une morphologie attrayante et unique. Il est marqué par un climat exceptionnel : enneigement de septembre à mai, avec des températures descendant au-dessous de - 20 °C, et un fort ensoleillement même en hiver.

## Biodiversité

### Faune
La gazelle de Cuvier (Gazella cuvieri), mouflon à manchettes (Ammotragus lervia), Caracal...

### Flore
Chêne vert, thuya, genévrier rouge et thuriféraire, xérophytes épineux.

## Principaux sommets du parc

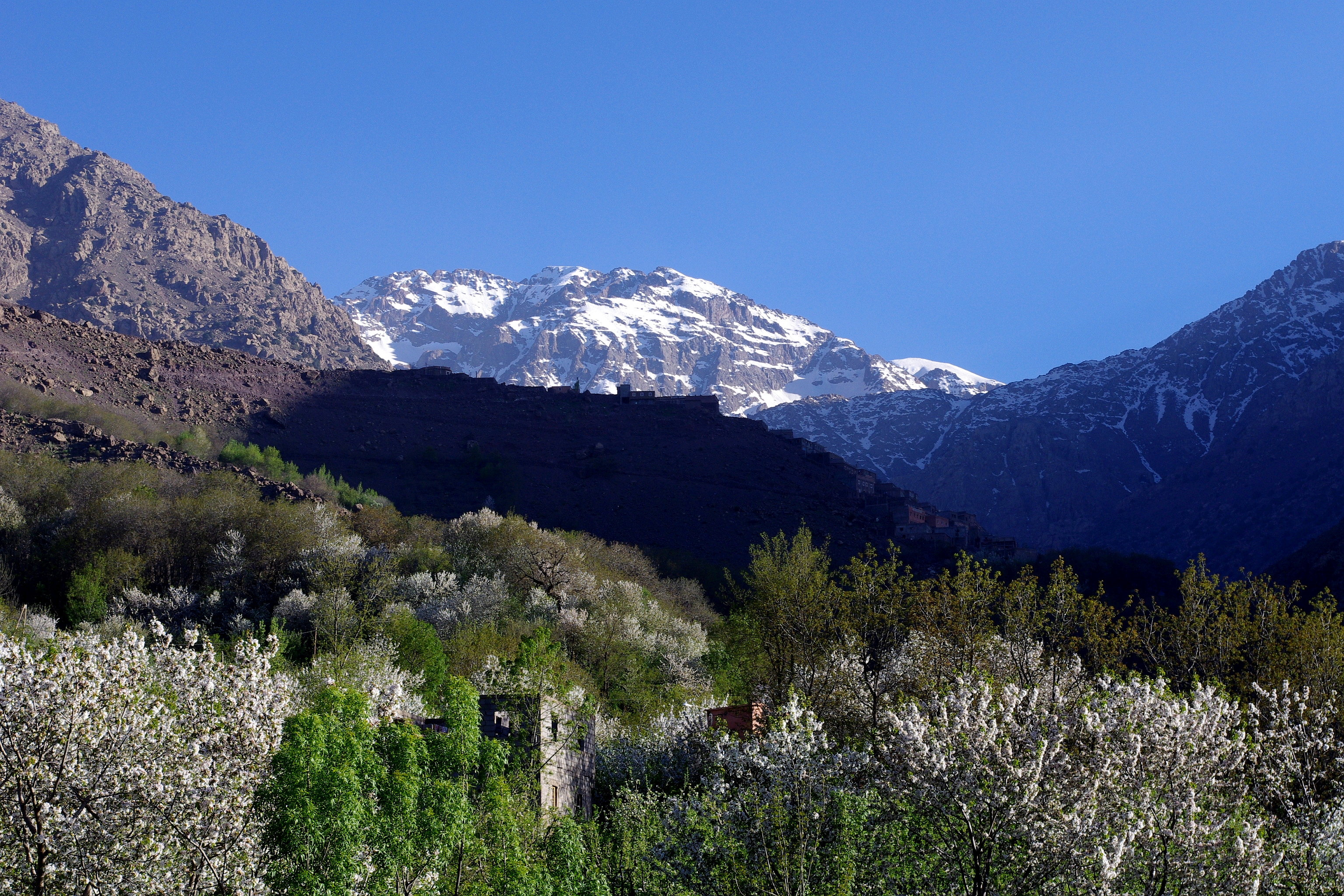
Le printemps en vue du djebel Toubkal, dans le parc national de Toubkal. Avril 2011.

- Le djebel Toubkal (4 167 m)
- Le djebel Ouanoukrim (4 089 m)
- Plateau de Tazarhart (3 995 m)
- L'Aksoual (3 910 m)
- Ineghmar (3 892 m)
- Bou Iguenouane (3 882 m)
- Le Tichki (3 753 m)
- Azrou Tamadout (3 664 m)

## Galerie photo

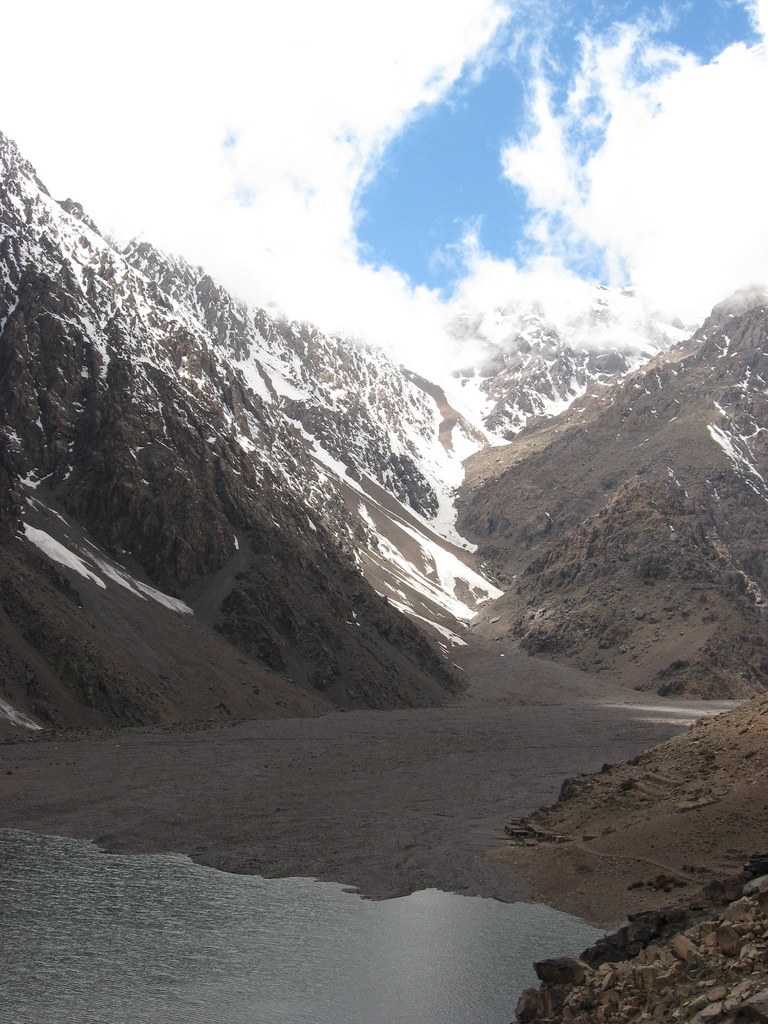
Lac d'Ifni
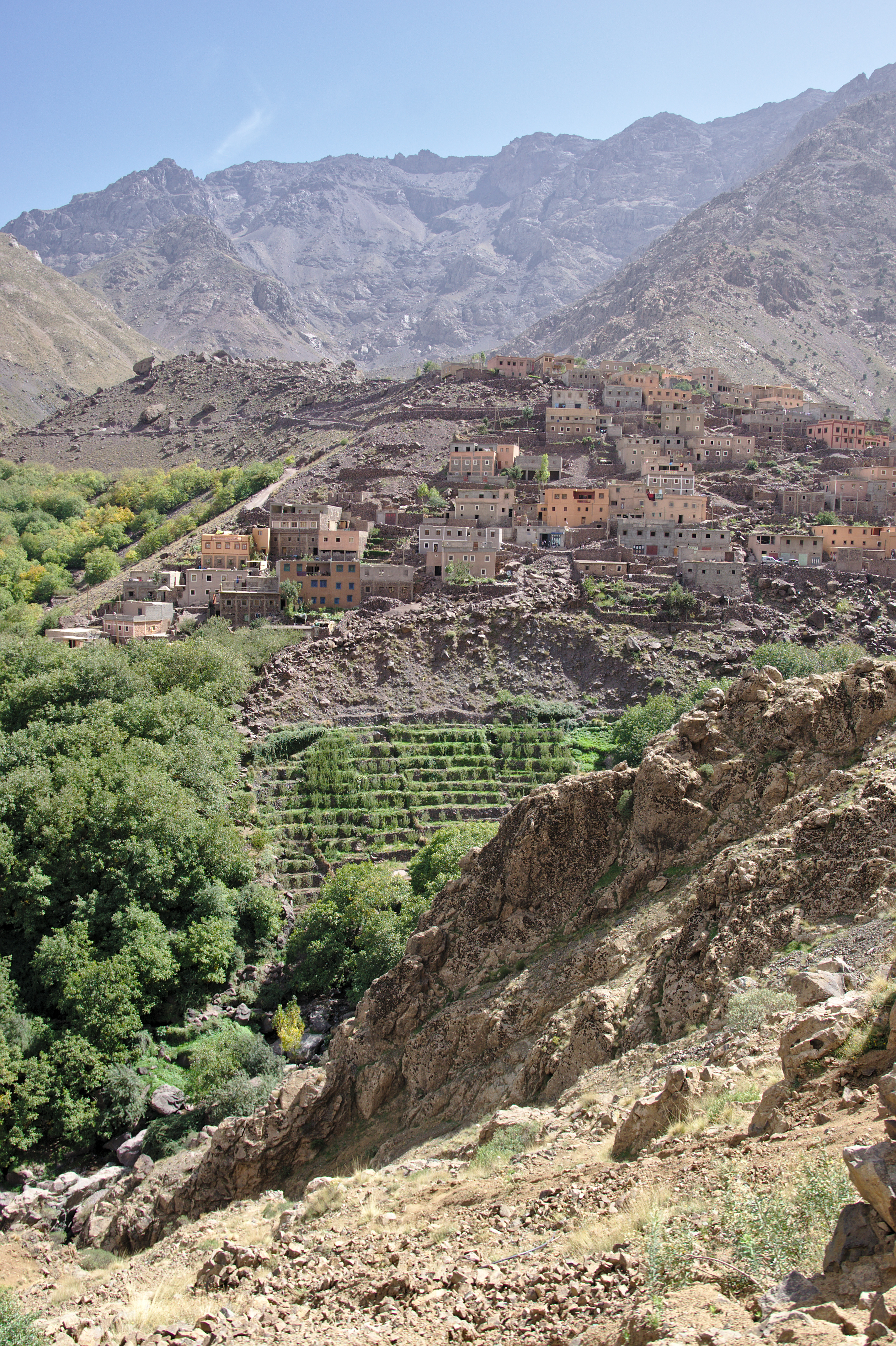
Douar d'Aremd perché dans la vallée d'Imlil
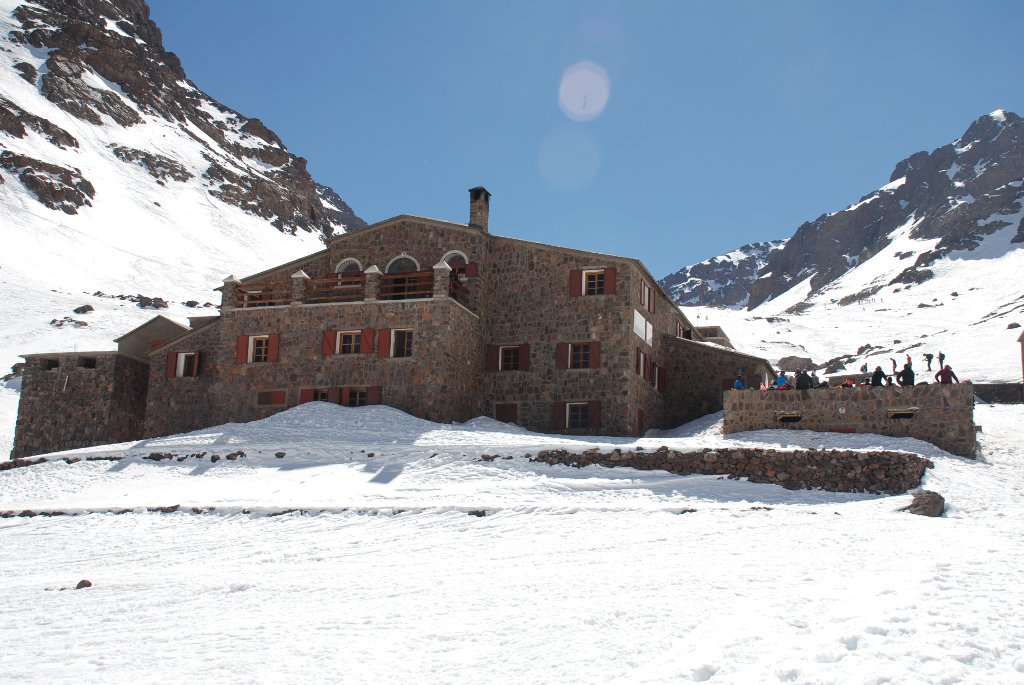
Refuge sur la route du mont Toubkal
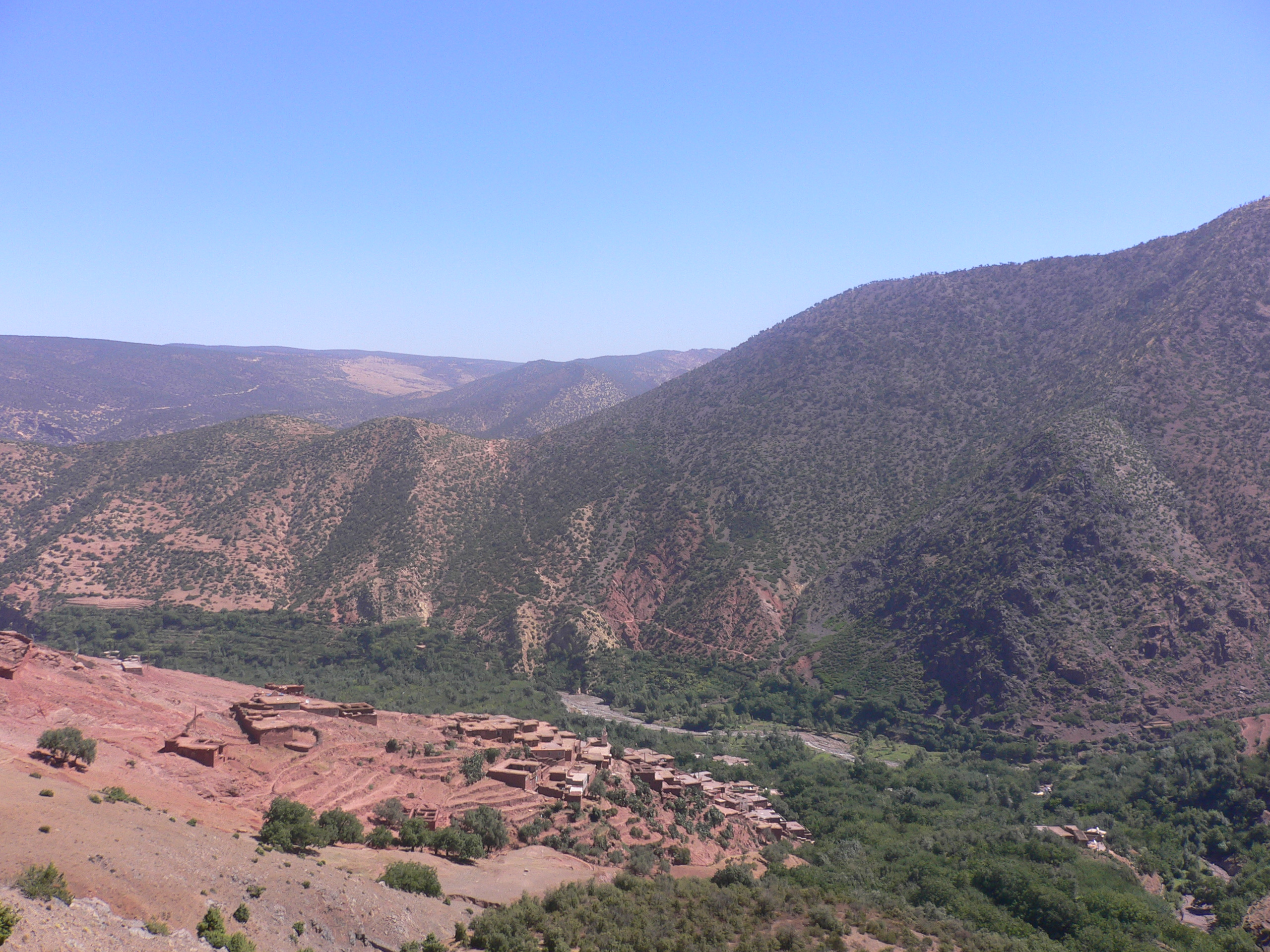
Village d'Imi Oughlad (1350 m) au pied du massif du Toubkal
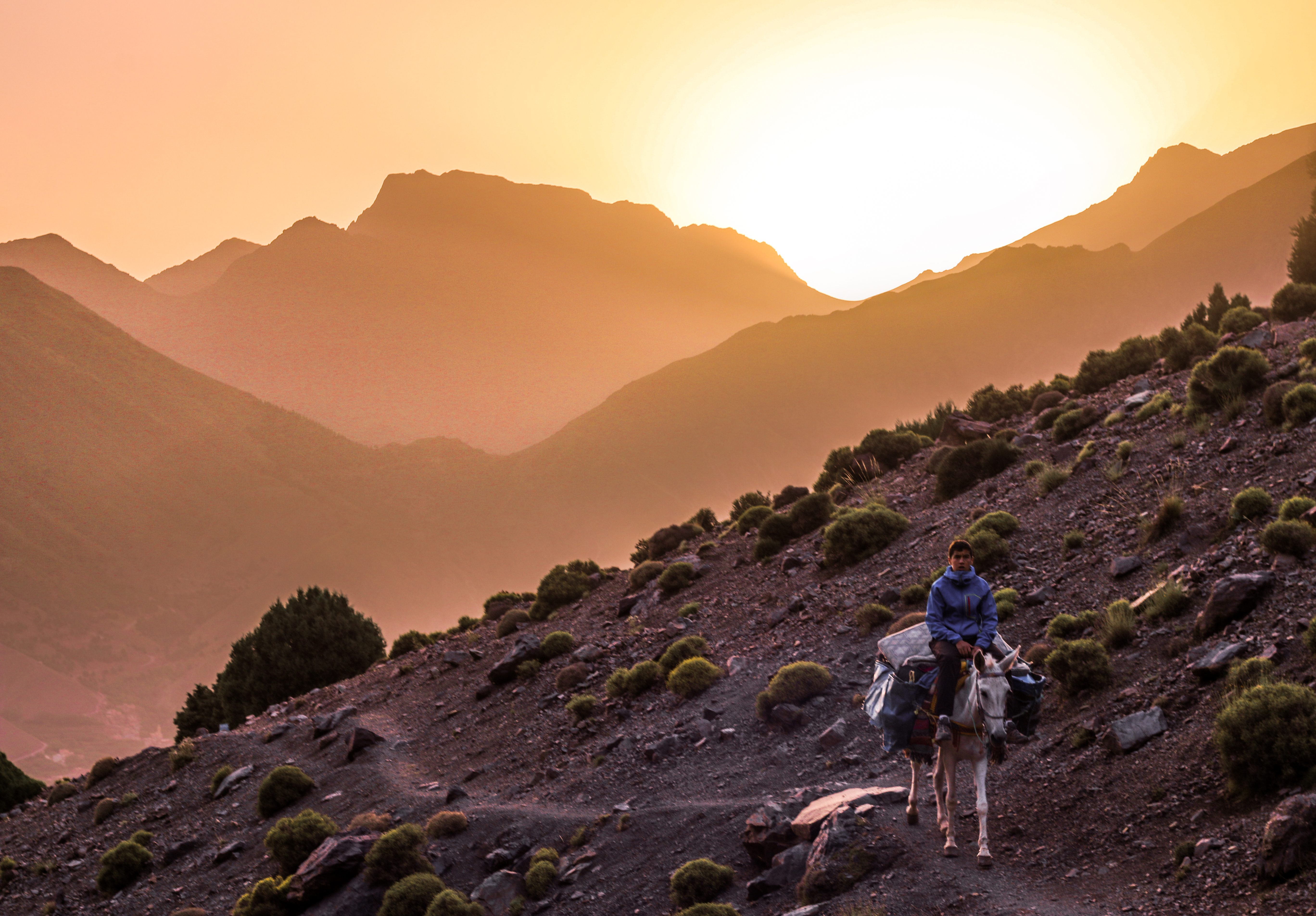
Coucher de soleil dans le Parc national du Toubkal
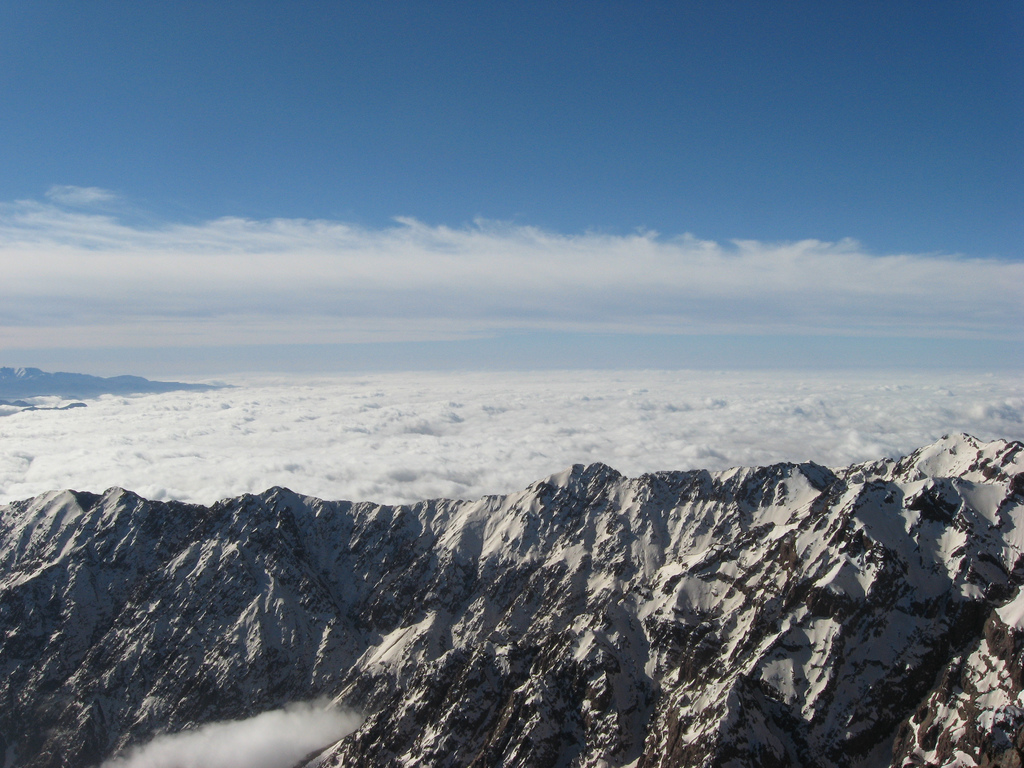
Vue au sommet du mont Toubkal
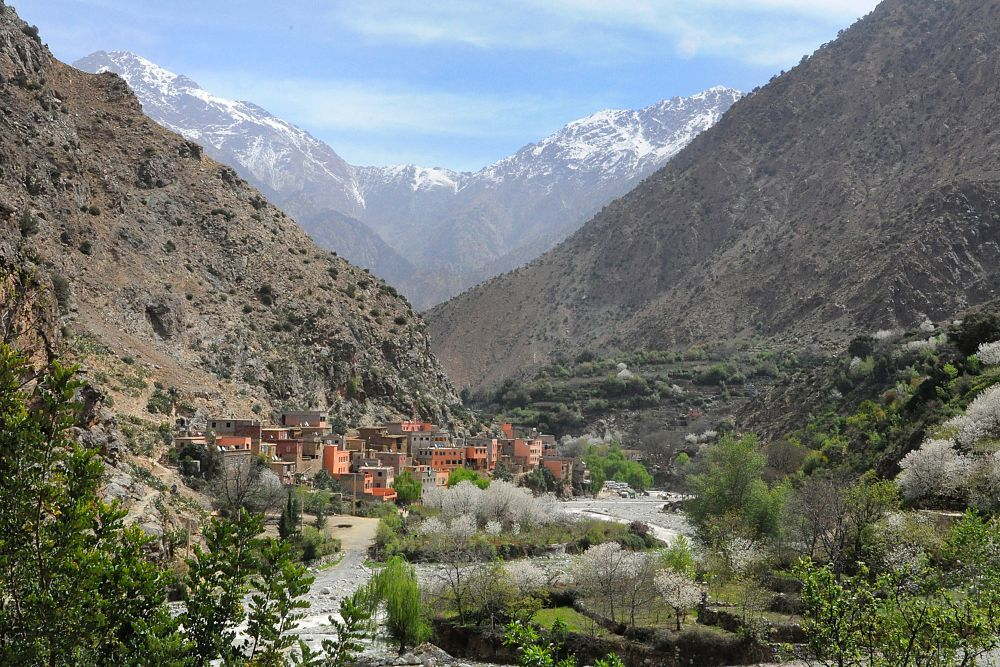
Village au milieu du Parc national du Toubkal
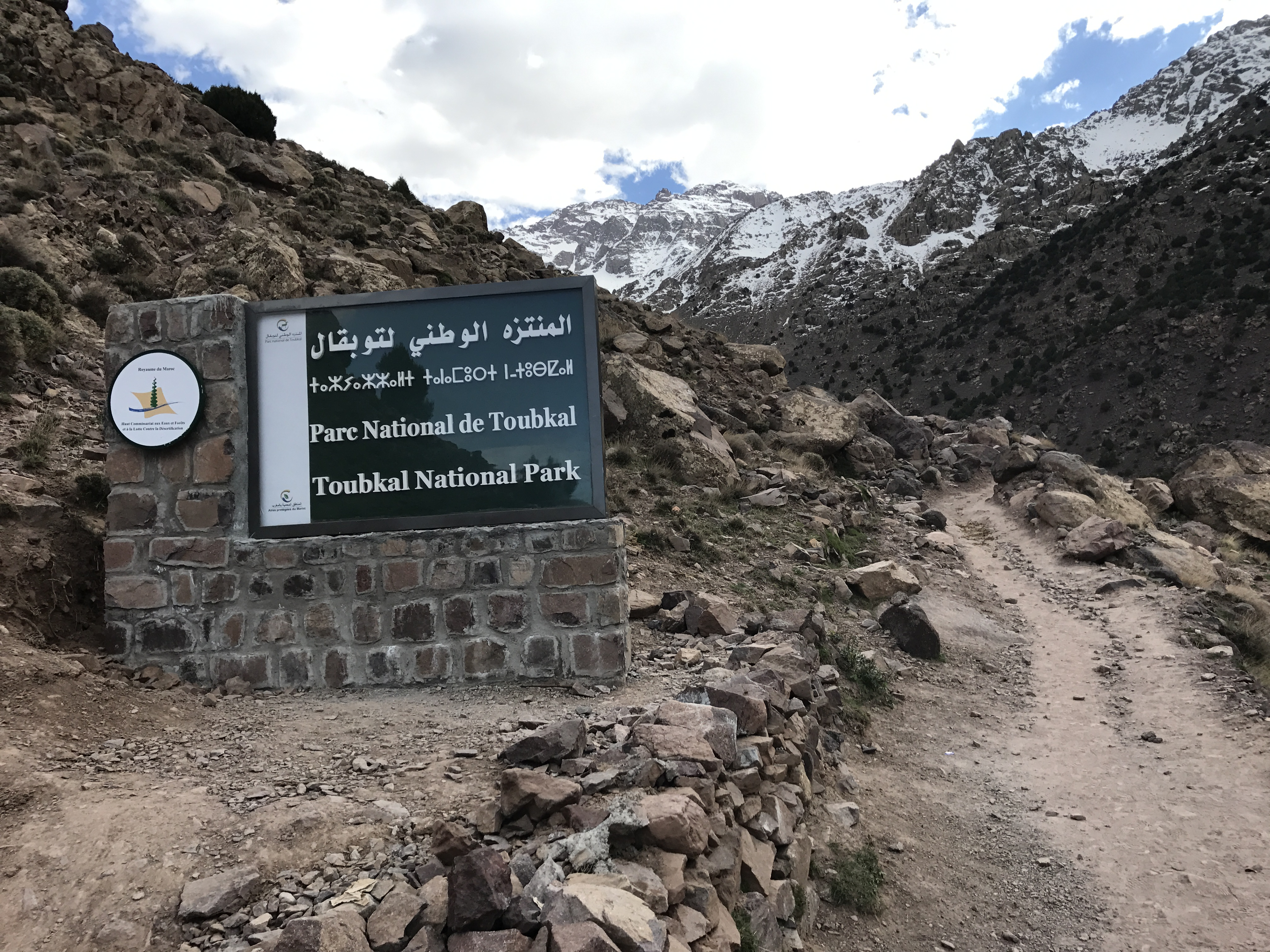
Plaque d'entrée au parc national
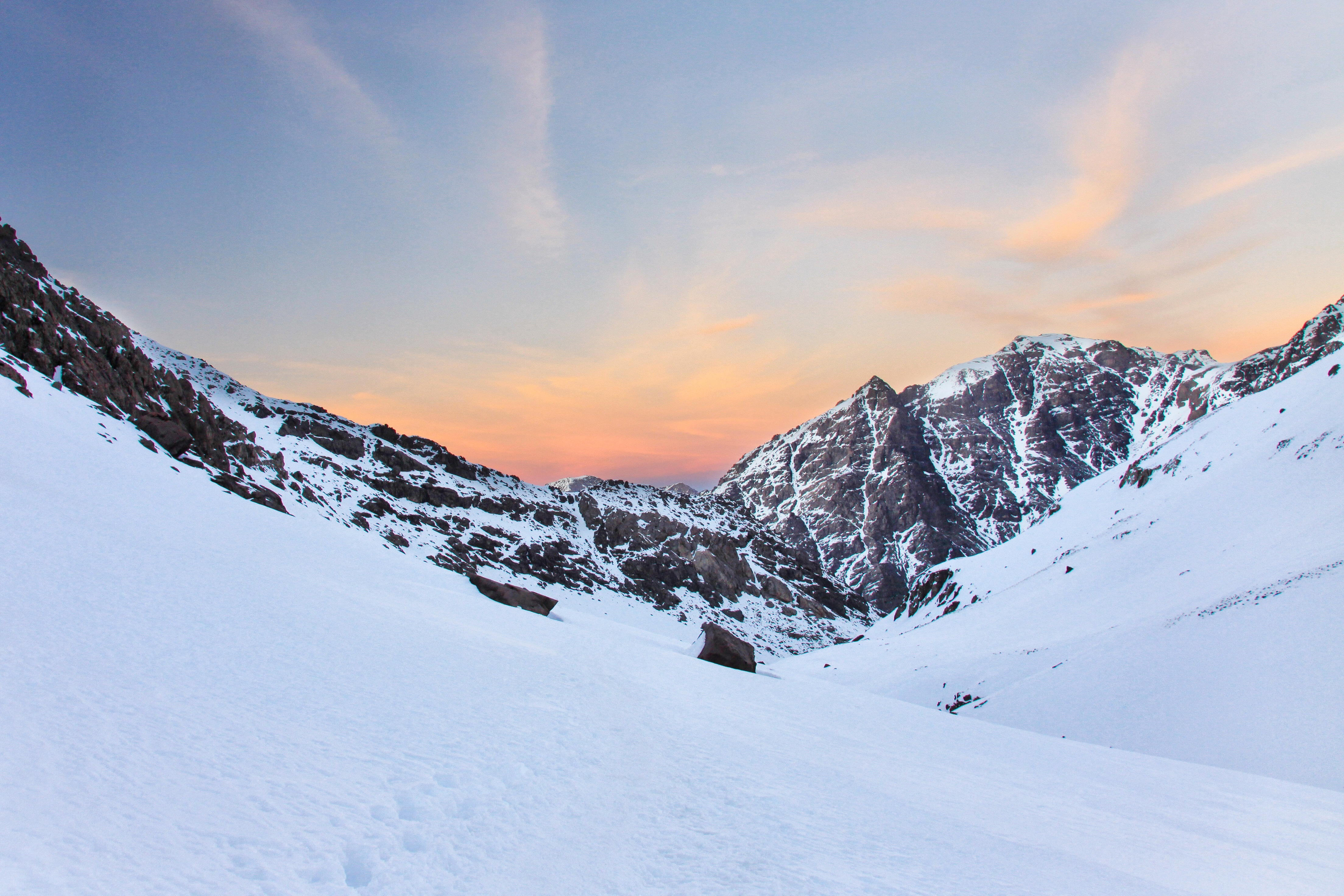
Coucher de soleil avec vue sur le sommet du mont Toubkal